# Chevrolet G-Serie

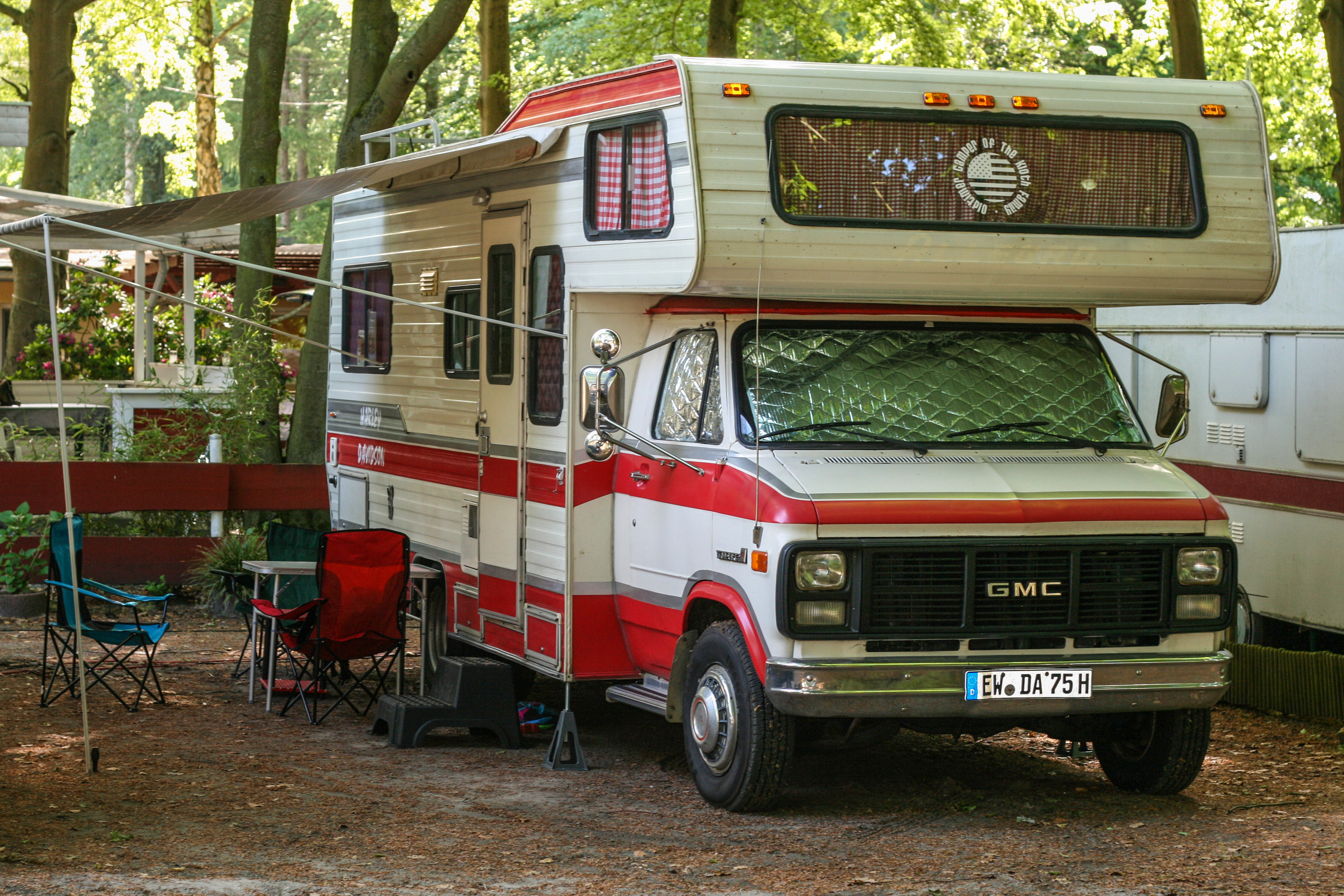
Chevrolet G30

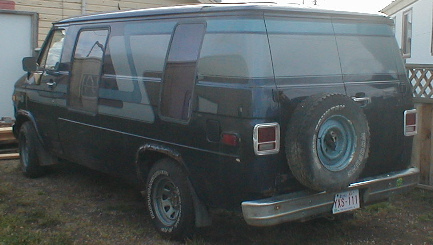
Chevrolet G20

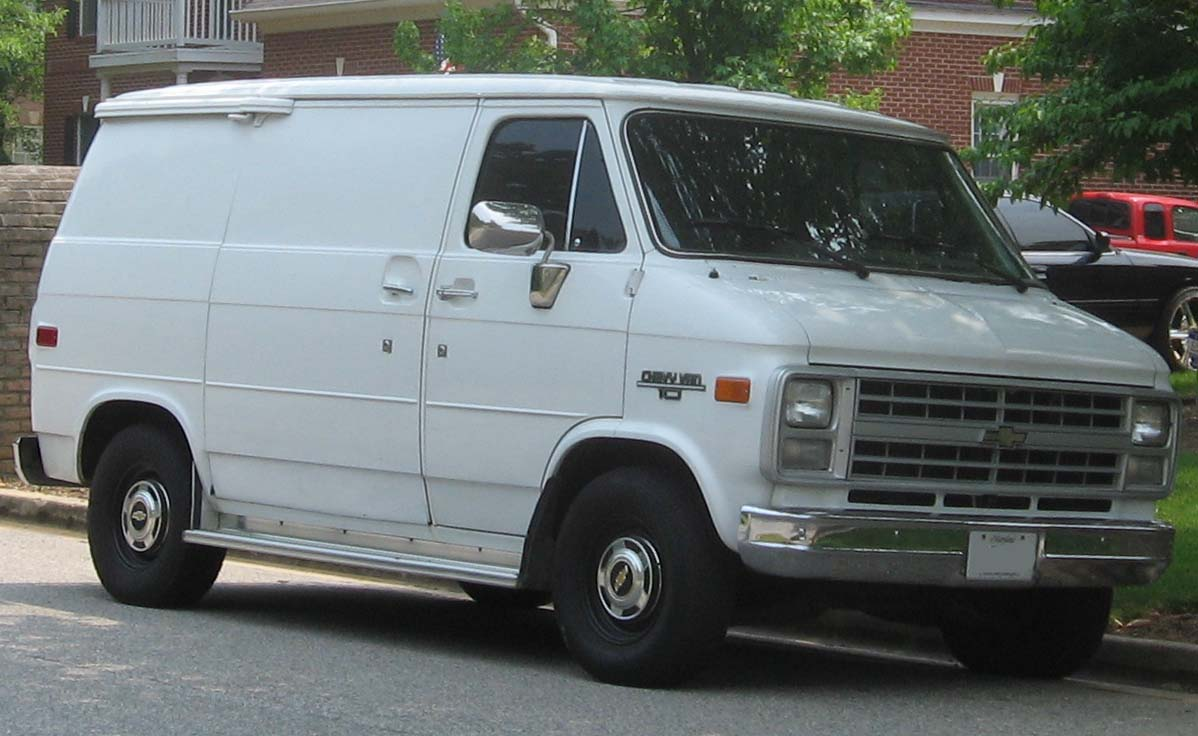
Chevrolet G10

Die Chevrolet G-Serie ist eine Serie von Kleintransportern von Chevrolet. Sie war baugleich mit ihrem Konzern-Pendant,  dem GMC Vandura. Die Fullsize-Vans waren und sind in verschiedenen Gewichtsklassen erhältlich – unterteilt nach ihrem maximalen Gesamtgewicht bzw. ihrer Zuladung.
So gibt es die Modelle G10, G20 und G30 sowie jeweils eine weitere Unterteilung in G15, G25 und G35.
Seit 1996 heißen die Fullsize-Vans Chevrolet Express.